# Esbjörn Svensson Trio
Pour les articles homonymes, voir EST.
Esbjörn Svensson Trio ou E.S.T est un groupe suédois de jazz, actif de 1990 à 2008, année de la mort de son meneur Esbjörn Svensson.
Il se compose de : Esbjörn Svensson (piano et claviers), Dan Berglund (contrebasse) et Magnus Öström (batterie et percussions).
La musique du trio emprunte des éléments et des styles à la pop, au rock, à la musique électronique, la musique classique. Plutôt classique à ses débuts, le trio enrichit petit à petit son jazz de diverses influences.

## Histoire

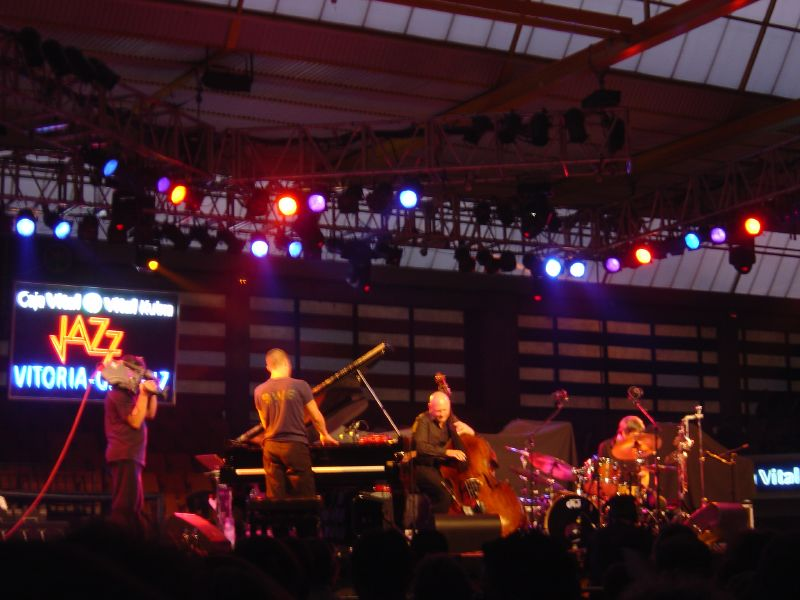
EST en concert, juillet 2003.

Esbjörn Svensson est né le 16 avril 1964 à Västeras, en Suède. Sa mère jouait du piano classique, son père était un fan de Duke Ellington, et Esbjörn écoutait les derniers tubes de pop à la radio. Au lycée, Esbjörn commence à jouer dans différents groupes, tout en prenant des leçons de piano.
Il fait des études de musique durant les quatre années qui suivirent à l'Université de Stockholm, qui lui permettent de développer les qualités techniques nécessaires à l'expression de ses concepts personnels. Aux côtés de musiciens suédois tels que Jan Johansson (en), Svensson considère Chick Corea et Keith Jarrett comme ses influences majeures. Il est capable d'emprunter leurs caractéristiques stylistiques respectives, pourtant distinctes, et de les adapter à sa propre vision musicale.
À partir du milieu des années 1980, Svensson est un musicien reconnu sur les scènes jazz suédoise et danoise[réf. nécessaire]. Il forme son propre trio en 1990 avec son ami d'enfance Magnus Öström à la batterie. En 1993, il rencontre le troisième membre du trio, Dan Berglund, contrebassiste.
La même année, le groupe enregistre son premier album When Everyone Has Gone. Sortiront par la suite d'autres albums qui serviront à installer progressivement le style singulier du trio.
Déjà reconnus en Suède et dans les autres pays scandinaves, la renommée internationale vient en 2002 avec l'album Strange Place for Snow.
Esbjörn Svensson meurt le 14 juin 2008 d'un accident de plongée sous-marine dans l'archipel de Stockholm.
En mars 2012 est annoncée la parution de 301, disque réunissant des prises réalisées en 2008 à l'occasion de l'enregistrement de Leucocyte.

## Récompenses
- 2003 : Victoires du jazz, Prix Midem dans la catégorie révélation internationale de l'année

## Discographie
- When everyone has gone, 1993
- Mr & Mrs Handkerchief, 1995
- Plays Monk, 1996
- Winter in Venice, 1997
- From Gagarin's Point of View, 1999
- Good Morning Susie Soho, 2000
- Strange Place for Snow, 2002
- Seven Days of Falling, 2003
- Live in Stockholm, (DVD) 2003
- Live in Paris - Studio 105 Radio France FIP 121' le 17-03-2005
- Viaticum, 2005
- Live in Berlin[2], 2005
- Tuesday Wonderland, 2006
- Live in Hamburg, 2007
- Leucocyte, 2008
- Retrospective - The very best of E.S.T., 2009
- 301, 2012
- e.s.t. symphony live au konserthuset à stockhlom 10 11 12 juin 2016 album dédicacé à Esbjorn Svensson
- Live in London, 2018
- Live in Gothenburg, 2019 (enregistrement en 2001)

## Recueils de Partitions
- E.S.T. Songbook, volume 1 (Bosworth Edition) - 2007
- E.S.T. Songbook, volume 2 (Bosworth Edition) - 2018